# Vigneul-sous-Montmédy
Vigneul-sous-Montmédy – miejscowość i gmina we Francji, w regionie Grand Est, w departamencie Moza.
Według danych na rok 1990 gminę zamieszkiwały 93 osoby, a gęstość zaludnienia wynosiła 20 osób/km² (wśród 2335 gmin Lotaryngii Vigneul-sous-Montmédy plasuje się na 952. miejscu pod względem liczby ludności, natomiast pod względem powierzchni na miejscu 1042.).